# Katalin Szőkeová
Katalin Szőkeová, nepřechýleně Katalin Szőke (17. srpna 1935, Budapešť – 27. října 2017 Los Angeles) byla maďarská plavkyně. Na olympijských hrách 1952 v Helsinkách získala zlaté medaile v závodě na 100 metrů volným způsobem a ve štafetě 4 × 100 metrů volným způsobem. Na obou těchto tratích také vyhrála mistrovství Evropy v plavání 1954. Vytvořila čtyři světové rekordy.
Jejím otcem byl Márton Homonnai, dvojnásobný olympijský vítěz ve vodním pólu, který za druhé světové války působil ve Straně Šípových křížů a roku 1945 emigroval do Argentiny. Szőkeová pak vystupovala pod dívčím příjmením své matky. Po Letních olympijských hrách 1956, kde na stometrové trati nepostoupila do finále, odešla do Spojených států. Jejím prvním manželem byl Kálmán Markovits a druhým Árpád Domján, oba bývalí reprezentanti Maďarska ve vodním pólu.
V roce 1985 byla uvedena do Mezinárodní plavecké síně slávy.